# Каталонский путь

Эстелада — неофициальный флаг каталонских земель

Каталонский путь (кат. Via Catalana) — акция за отделение Каталонии от Испании, проведённая 11 сентября 2013 года, в Национальный день Каталонии. Около 1.6 миллиона (350 тысяч по другому источнику) человек образовали живую цепь, протянувшуюся вдоль каталонского участка Августовой дороги. Главным организатором была Каталонская национальная ассамблея, общественная организация, ставящая своей целью политическую независимость Каталонии.

## Предпосылки
- Каталонский национализм
- Движение за независимость Каталонии

## Акция
Цепь проходила через населенные пункты Ла-Жункера, Пон-де-Молинс, Фигерас, Санта-Льогая-де-Альгема, Баскара,
Саррья-де-Тер, Сан-Жульян-де-Рамис, Жирона, Форнельс-де-ла-Сельва, Альканар.

Маршрут живой цепи в Каталонии